# 天使投资者

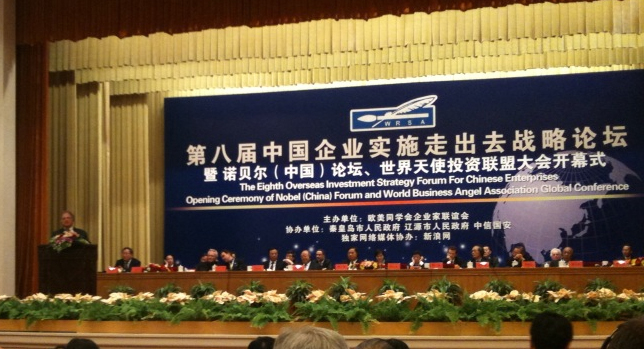
天使投资聯盟與走出去戰略聯合研討會

天使投資者（英語：Angel investor）或天使，在歐洲稱為商業天使（Business Angel）或非正式投資者，是指提供創業資金以換取可轉換債券或所有者權益的富裕個人投資者。天使投資人自己組織成的天使團體或天使網絡目前正不斷擴大，以分享研究成果和集中資金針對性。術語“天使”最初來自英格蘭，代表提供戲劇表演資金的資本。1978年，新罕布什爾大學教授、該校創業研究中心創始人William Wetzel完成了一項開拓性研究：探討在美國如何增加企業的原始資本，他第一次使用“天使”來描述那些支持這些企業的投資者。

## 歷史
事實上私人投資者一直存在。1958年美國人口大量增加，受到《聯邦小企業投資法》（Federal Small Business Investment Act）中的稅收措施的鼓勵，意在填補創業初期的「資金缺口」。
一般人創業人在創業初期難以向週遭親友借得10萬美元以上的資金。而200萬美元以下之投資，由於金額低於其風險投資及缺乏投資報酬率，一般大型資金則不會選擇進駐投資。相對而言天使投資人只要能提供這中間的「資金缺口」 ，即可滿足之創辦人、家人、朋友和傻瓜（4F）。相伴小企業投資法而生的還有同時萌發的中小企業育成中心。

## 案例

### 美国
- Google公司在创办初期，曾得到阿諾·舒華辛力加等名人的投资，Google上市后，这些股票价值上升了10000倍以上。
- 薛蛮子，中国大陆的早期天使投资者。曾投资UT斯达康、8848、“3721”中文网址、265上网导航网站、汽车之家等公司。[1]
- 王功权

### 台灣
相對美國《聯邦小企業投資法》配套的天使投資，台湾《中小企業輔導準則》等法令配套的資金來源為「中小企業發展基金」等政府資金，因此台灣在推動天使投資方面並無顯著成果。
- 賈文中投資無名小站。
- 電影《艋舺》的天使投資人是鼎富證券董事長兼總經理于仲淵，以及華碩證券董事蕭漢森。
- 電影《賽德克巴萊》開拍前，有一批知名藝人、企業家及其他人士出資支持，導演魏德聖將這些出資者稱之為「天使·巴萊」，並在電影終幕時列出「天使·巴萊」的名單以表感謝。
- 李開復，大中華區「企業化的天使投資人」（institutionalized angel）台灣創意工場[2]及創新工場。
- 李鎮樟：新浪、蕃薯藤、Gogolook以及DivX的投資天使
- 由旭榮集團二代黃冠華創立「識富天使會[3]」，對會員開設天使投資相關課程